# Gens Antonia
La gens Antonia era una famiglia della Repubblica romana. La gens era sia patrizia che plebea.

## Origini
Marco Antonio, il triumviro e l'esponente più rinomato di questa gens, affermava di discendere da Anton, un figlio di Ercole (dio del salvataggio e protettore dei giovani; figlio di Giove, re degli dei e dio dei fulmini e dei tuoni, e di Alcmena): per questa ragione, faceva attaccare dei leoni al suo carro, in onore dell'avo.
Si racconta che nel 32 a.C., dopo che Marco Antonio venne dichiarato da Ottaviano, nemico pubblico:
(Svetonio, Augustus, 17.)

## Membri della gens
- Tito Antonio Merenda, decemviro nel 450 a.C., sconfitto dagli Equi presso il Monte Algido.[1][2][3]
- Quinto Antonio T. f. Merenda, tribunus militum consulari potestate nel 422 a.C.[3][4]
- Marco Antonio, magister equitum nel 334 a.C.[5]
- Lucio Antonio, espulso dal Senato dai censori nel 307 a.C.[6]
- Quinto Antonio, uno degli ufficiali della flotta del pretore Lucio Emilio Regillo, nella guerra contro Antioco il Grande, nel 190 a.C.[7]
- Aulo Antonio, mandato dal console Lucio Emilio Paolo da Perseo di Macedonia, dopo la sconfitta del 168 a.C.[8]
- Marco Antonio, tribuno della plebe nel 167 a.C., si oppose alla legge introdotta dal pretore Marco Iuventio Thalna per aver dichiarato guerra ai Roditi.[9]
- Gaio Antonio, padre del successivo.[10]
- Marco Antonio C. f., l'Oratore, pretore nel 104 a.C. e censore nel 97, messo a morte da Gaio Mario e Lucio Cornelio Cinna nell'87.[11]
- Quinto Antonio Balbo, pretore in Sardegna nell'82 a.C., ucciso da Lucio Marcio Filippo, il legato di Lucio Cornelio Silla.[12]
- Marco Antonio Gnifone, un distinto retorico e tutore di Gaio Giulio Cesare.[13]
- Marco Antonio M. f. C. n., soprannominato Cretico, pretore nel 75 a.C.
- Gaio Antonio M. f. C. n., soprannominato Ibrida, console nel 63 a.C.
- Antonia M. f. C. n., figlia di M. Antonio Oratore, catturata dai pirati e poi liberata.[14]
- Marco Antonio M. f. M. n., il triumviro, magister equitum nel 47 a.C., console nel 44 e nel 34.
- Gaio Antonio M. f. M. n., pretore nel 44 a.C., messo a morte da Marco Giunio Bruto nel 42 a.C.
- Lucio Antonio M. f. M. n., console nel 41 a.C.
- Antonia C. f. M. n. Ibrida Maggiore, sposò Lucio Caninio Gallo.[15]
- Antonia C. f. M. n. Ibrida Minore, sposò il cugino, Marco Antonio il Triumviro, ma divorziò nel 47 a.C.[16][17]
- Antonia M. f. M. n., figlia del triumviro, fu promessa a Marco Emilio Lepido e si sposò con Pitodoro di Tralles.[18][19]
- Marco Antonio M. f. M. n., chiamato Antillo dagli scrittori greci, messo a morte da Augusto nel 30 a.C.
- Iullo Antonio M. f. M. n., console nel 10 a.C., condannato a morte da Augusto nel 2 a.C.
- Antonia M. f. M. n. Maggiore, sposò Lucio Domizio Enobarbo e fu la nonna di Nerone.[20][21]
- Antonia M. f. M. n. Minore, sposa di Nerone Claudio Druso, madre dell'imperatore Claudio e nonna di Nerone.
- Alessandro, chiamato Elio, figlio del triumviro e di Cleopatra VII.
- Cleopatra, chiamata Selene, figlia del triumviro e di Cleopatra VII.
- Tolomeo Filadelfo, figlio del triumviro e di Cleopatra VII.
- Lucio Antonio Iuli f. M. n., esiliato a Marsiglia nel 2 a.C.[22]
- Iulla Antonia Iuli f. M. n., figlia del console del 10 a.C.